# ميستراس
ميستراس (باليونانية: Μυστρᾶς)‏ هي قرية في إقليم بيلوبونيز في لاكونيا على جبل تايجتوس بالقرب من مدينة إسبرطة التاريخية في اليونان. لهذه القرية تاريخ قديم وخصوصاً في العصر البيزنطي، وكانت عاصمة لديسپوتية المورة البيزنطية في القرنين 14 و15. بعد فتح القسطنطينية عام 1453م، أقرّ السلطان محمد الفاتح حاكميها الشقيقين البيزنطيين طوماس باليولوج وديمتريوس باليولوج ليستمرا معا في حكمها كما كانا يحكمانها  بموجب شقيقهما الإمبراطور قسطنطين الحادي عشر الذي عينهما معاً لحُكم المورة، أيام الإمبراطورية البيزنطية المنتهية. وبسبب الشجار المستمر بين حاكميها الشقيقين طوماس باليولوج وديمتريوس باليولوج، انتهى الأمر بالسلطان محمد الفاتح إلى فتح المورة كي يستقر حالها. ظلت المدينة غير مأهولة خلال الفترة العثمانية بسبب الفساد والبؤس الذي خلفه الشجار بين الأخوين الحاكمين.  ظن الرحالة الغربيين عند المرور عليها أنها مدينة إسبرطة القديمة. في عقد 1830م بُنيت مدينة أسبرطة (بيلوبونيز) على بُعد 8 كيلومترات شرقاً منها. 

## أعلام
- جيمستوس بليثو.
- يوحنا السادس قانتاقوزن.
- متى قانتاقوزن.
- طوماس باليولوج.
- ديمتريوس باليولوج.